# Zahlengerade
Unter Zahlengerade versteht man im Mathematikunterricht die Veranschaulichung der reellen Zahlen als Punkte auf einer Geraden.

Zahlengerade mit durch senkrechte Striche hervorgehobenen Orten der ganzen Zahlen

Zusammenhang zwischen Punkt und Vektor auf der Zahlengeraden.

Die Zahlengerade ist eine Veranschaulichung des eindimensionalen euklidischen Vektorraums {\displaystyle \mathbb {R} ^{1}}. Die Darstellung verdeutlicht, dass die Menge der reellen Zahlen mittels der üblichen Vergleiche eine lineare Ordnung bildet. Die Zahlengerade setzt sich in beide Richtungen bis ins Unendliche fort. Der Pfeil an der rechten Seite der Darstellung gibt an, in welcher Richtung die Zahlen größer werden.

Zahlenstrahl mit Begrenzung nach links

Zur Veranschaulichung der natürlichen Zahlen wird ein Zahlenstrahl verwendet.

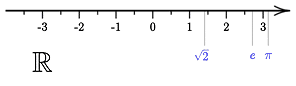
Zahlengerade mit einigen reellen Zahlen

Die nächste Abbildung zeigt die Lage einiger besonderer reeller Zahlen zwischen den ganzen Zahlen: Die Quadratwurzel von 2, die Eulersche Zahl {\displaystyle {\text{e}}} und die Kreiszahl {\displaystyle \pi }.